# Xung đột Kashmir
Xung đột Kashmir có liên quan đến tranh chấp về việc chiếm hữu khu vực Kashmir giữa Ấn Độ, các nhóm Kashmir, Pakistan và Trung Quốc.
Tranh chấp này đã nhiều lần dẫn đến các cuộc đụng độ vũ trang giữa ba quốc gia.

## Lịch sử
Trong chính quyền Ấn Độ của Anh, Kashmir là một vương quốc độc lập được cai trị bởi một maharadja. Khi, vào năm 1947, nền độc lập của Ấn Độ được tuyên bố, đã có câu hỏi về việc phân chia tiểu lục địa trên cơ sở tôn giáo: một Pakistan Hồi giáo và một Liên minh Ấn Độ thế tục với đa số theo đạo Hindu. Maharaja Hari Singh, người ở Kashmir vào thời điểm đó, là người theo đạo Hindu ở đầu vương quốc Hồi giáo, nhưng ông không có ý định tập hợp Ấn Độ hay Pakistan và nuôi dưỡng tham vọng của một vương quốc độc lập. Thật vậy, tình hình địa lý khiến người ta có thể nghĩ rằng sự độc lập có thể này vì Kashmir tiếp giáp với Ấn Độ và Pakistan, và cũng là một trong những quốc gia lớn nhất của hoàng tử. Do đó, Hari Singh chọn một "tùy chọn bất động" trong khi chờ đợi một địa vị thực sự cho vương quốc của mình.
Tuy nhiên, các vụ thảm sát người tị nạn liên quan đến phân vùng đang diễn ra ở Kashmir, làm dấy lên lo ngại về hành động chống lại người Hồi giáo. Sau đó, hàng ngàn người đàn ông có vũ trang từ các bộ lạc Pakistan sẽ can thiệp vào Kashmir để "giúp đỡ anh em Hồi giáo của họ". Hành động này được Pakistan xem là có lợi, dự định sẽ hòa nhập vào quốc gia của mình, quốc gia chủ yếu là Hồi giáo này, theo nguyên tắc "hai quốc gia". Sau sự xâm nhập vũ trang này trên lãnh thổ của mình, Maharaja sẽ kêu gọi sự giúp đỡ từ quân đội Ấn Độ và Lord Mountbatten, Toàn quyền Ấn Độ, để đẩy lùi các nhóm vũ trang này. Nhưng viện trợ của Ấn Độ chỉ được cấp nếu ông ký kết gia nhập Kashmir vào Liên minh Ấn Độ, mà ông đã làm vào ngày 26 tháng 10 năm 1947. Nó tuân theo sự can thiệp của quân đội chính quy Pakistan, do đó gây ra cuộc chiến tranh Ấn Độ-Pakistan đầu tiên. Cuộc chiến này sẽ kết thúc vào năm 1949 vì Liên Hợp Quốc có một lệnh ngừng bắn đã đồng ý với hai quốc gia đã cắt Kashmir làm hai: đường kiểm soát
Sau đó, Trung Quốc sẽ trở thành người chơi trong cuộc xung đột. Tất cả bắt đầu vào năm 1959, khi Trung Quốc vào Ladakh và xây dựng một con đường nối hai tỉnh nhạy cảm của nó: Tây Tạng và Tân Cương. Sau đó, vào năm 1962, chiến tranh Trung-Ấn nổ ra, vì lý do Trung Quốc sẽ sửa đổi biên giới với Ấn Độ ở khu vực Kashmir. Cuộc chiến diễn ra trong một thời gian ngắn và chỉ kéo dài một tháng, nhưng đã dẫn đến các yêu sách về các lãnh thổ vẫn còn liên quan giữa Trung Quốc và Ấn Độ. Năm 1963, Pakistan nhượng lại cho Trung Quốc lãnh thổ của Thung lũng Shaksgam chống lại nó hỗ trợ trong cuộc xung đột với Ấn Độ. Thung lũng do đó cũng được Ấn Độ tuyên bố chủ quyền.
Năm 1965, các cuộc đụng độ quân sự giữa Pakistan và Ấn Độ đã được nối lại. Thật vậy, hoạt động xâm nhập các phần tử vũ trang Kashmir của Pakistan để kích động một cuộc nổi dậy sẽ dẫn đến Chiến tranh Ấn Độ-Pakistan lần thứ hai sẽ kết thúc vào năm 1966. Một lần nữa, Kashmir là trung tâm của căng thẳng giữa hai quốc gia này.. Năm 1999, hai nước vẫn sẽ chiến đấu ở Kashmir trong cuộc xung đột Kargil. Sự xâm nhập của Pakistan vào phía Ấn Độ của dòng kiểm soát sẽ kích động các cuộc đụng độ giữa quân đội, dẫn đến cái chết của hơn một ngàn binh sĩ ở cả hai bên. Cuộc xung đột Siachen năm 1984 cũng xảy ra vì những lý do tương tự.
Năm 2016, các cuộc bạo loạn liên quan đến tuyên bố của người dân Kashmir đối với Ấn Độ khiến khoảng sáu mươi người chết và hàng trăm người bị thương. Những cuộc đụng độ này được đi kèm với lệnh giới nghiêm, Internet và truy cập điện thoại bị cắt bởi lực lượng Ấn Độ và tạm thời đình chỉ báo chí.